# Krematistika
Krematistika (starogrško χρηματιστική) po Aristotelu pomeni finančno bogatenje ali pridobitništvo.
V svojem delu Politika, Aristotel razpravlja o temeljni razliki med ekonomijo in krematistiko. Pridobivanje denarja je samo po sebi nenaravno dejanje in razčloveči tiste, ki ga izvajajo. Zato Aristotel pridobitništva ne odobrava. Trgovinska izmenjava denarja za blago ter oderuštvo dela denar iz denarja. Trgovec namreč ne proizvaja ničesar. Oboje je iz stališča etične filozofije vredno graje.
Po Aristotelu je 'nujnost krematistike' dovoljena le, če se prodaja blaga opravi neposredno med proizvajalcem in kupcem z realno ceno, ki ne ustvarja dodane vrednosti blaga. Nasprotno pa je nedovoljeno, če trgovec blago preprodaja za nadaljnjo prodajo potrošnikom za višjo ceno, ki ustvarja dodano vrednost. Denar mora biti uporabljen le kot medij izmenjave in kot merilo realne vrednosti.
Razlika med ekonomijo in krematistiko je v tem, da slednja nima meja, medtem, ko ima ekonomija svoje meje. Namreč osnovni namen ekonomije po Aristotelu je zagotavljanje hrane, naravni viri pa so omejeni. Krematistika pa ima za cilj le pridobivanje denarja in kot taka nima meja. Ekonomija je zato naravna, krematistika pa ne.

## Vir
- Politika. Aristotel. 1. knjiga - 8., 9., 10. poglavje (angleško)